# Risidaha
Risidaha (nep. ऋषिदह) – gaun wikas samiti w zachodniej części Nepalu w strefie Seti w dystrykcie Achham. Według nepalskiego spisu powszechnego z 2011 roku liczył on 830 gospodarstw domowych i 4560 mieszkańców (2343 kobiety i 2217 mężczyzn).